# Drunk Tonight
《Drunk Tonight》는 덴마크의 가수 에멜리에 데 포레스트의 노래이다.